# Štadión MFK Ružomberok
Das Štadión MFK Ružomberok ist ein Fußballstadion in der slowakischen Stadt Ružomberok (deutsch Rosenberg), welches vorwiegend für die Heimspiele des Fußballvereins MFK Ružomberok genutzt wird. Die Anlage hat eine Kapazität von 4876 Zuschauern auf den beiden Längstribünen. Die Beleuchtungsstärke der Flutlichtanlage beträgt 1400 Lux. Das Spielfeld aus Naturrasen entspricht den Standardmaßen von 105 Meter Länge und 68 Meter Breite. Hinter der Westtribüne liegt ein Trainingsplatz mit Kunstrasenbelag in 105 × 68 Meter. Das Stadion ist auch unter dem Namen Štadión pod Čebraťom (deutsch Stadion unter dem Čebrať), nach dem in der Nähe liegenden Berg Čebrať, bekannt.

## Tribünen
Die Sportanlage bietet auf seinen Rängen 4876 Plätze.
- Tribúna A: Neue Osttribüne (2340 Plätze)
  - Sektor A: 352 Plätze
  - Sektor B: 310 Plätze
  - Sektor C: 373 Plätze
  - Sektor D: 169 Plätze (V.I.P.-Block)
  - Sektor E: 476 Plätze (inkl. zehn Presseplätze)
  - Sektor F: 308 Plätze
  - Sektor G: 352 Plätze

- Tribúna B: Alte Westtribüne (2536 Plätze)
  - Sektor A: 514 Plätze (Gästefans)
  - Sektor B: 798 Plätze
  - Sektor C: 710 Plätze
  - Sektor D: 514 Plätze